# بيلجيك (ميزوري)
بيلجيك (بالإنجليزية: Belgique)‏ هي إحدى المجتمعات الفردية (غير مصنفة) في ولاية ميزوري في الولايات المتحدة الأمريكية.

## معرض صور

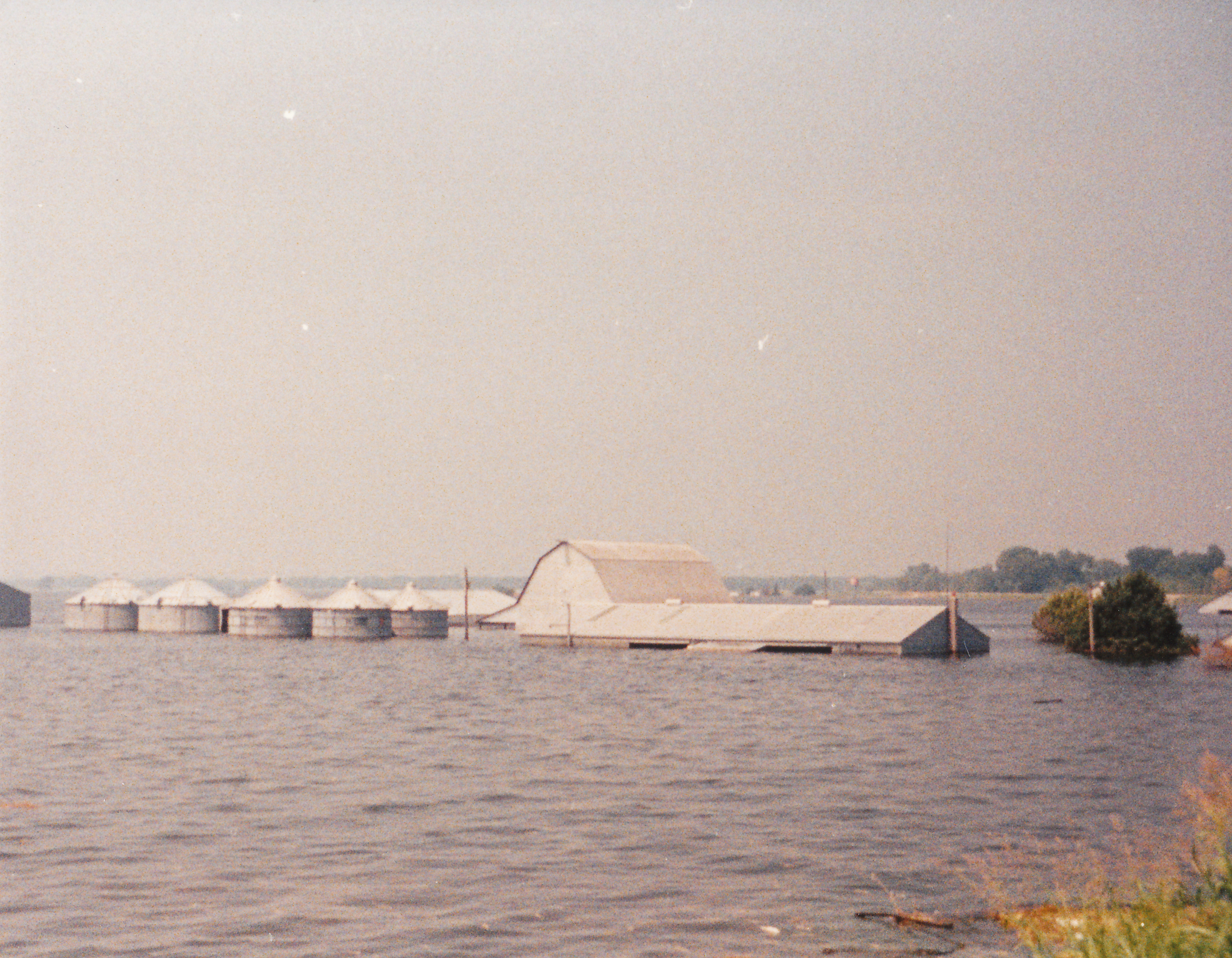
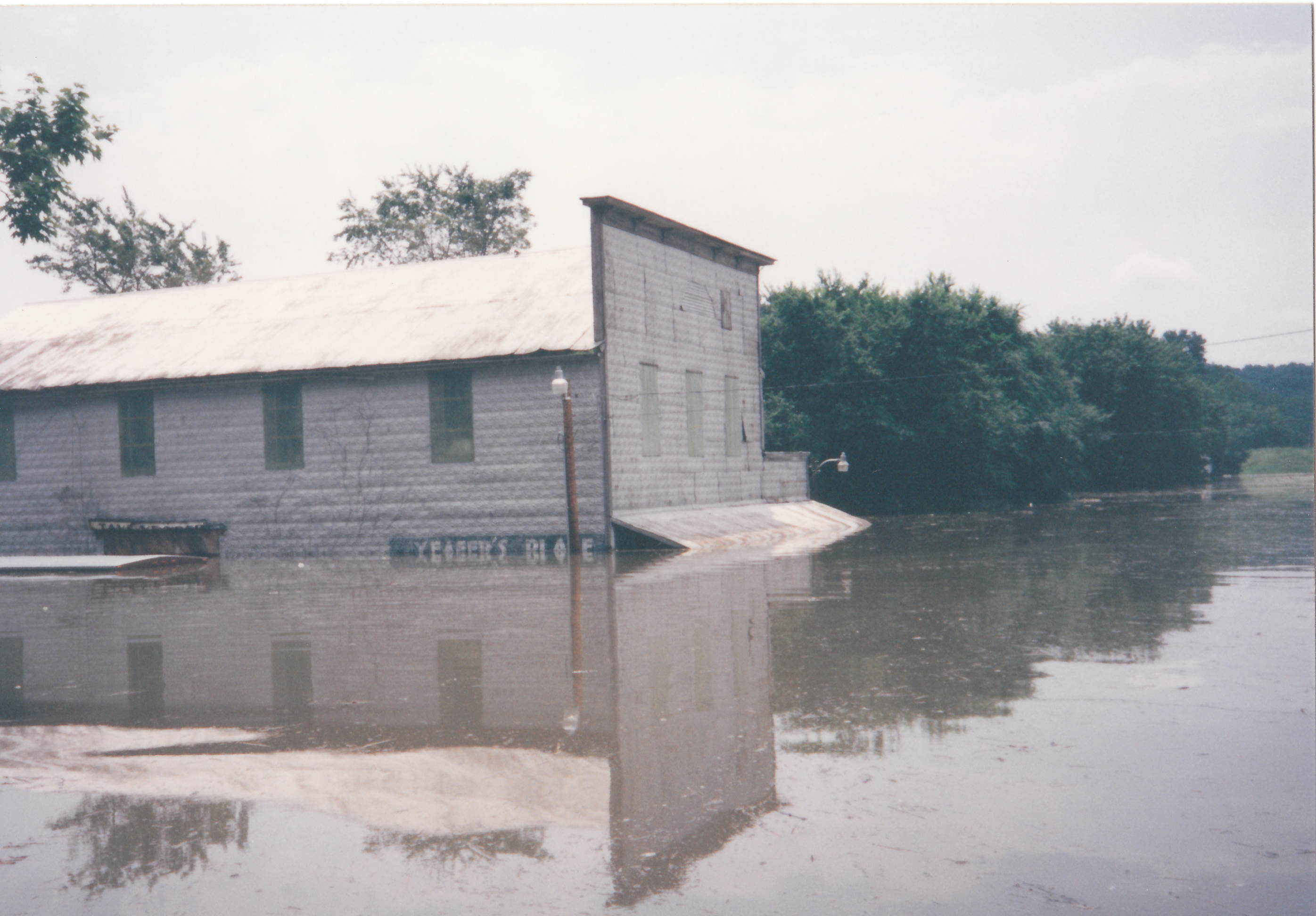
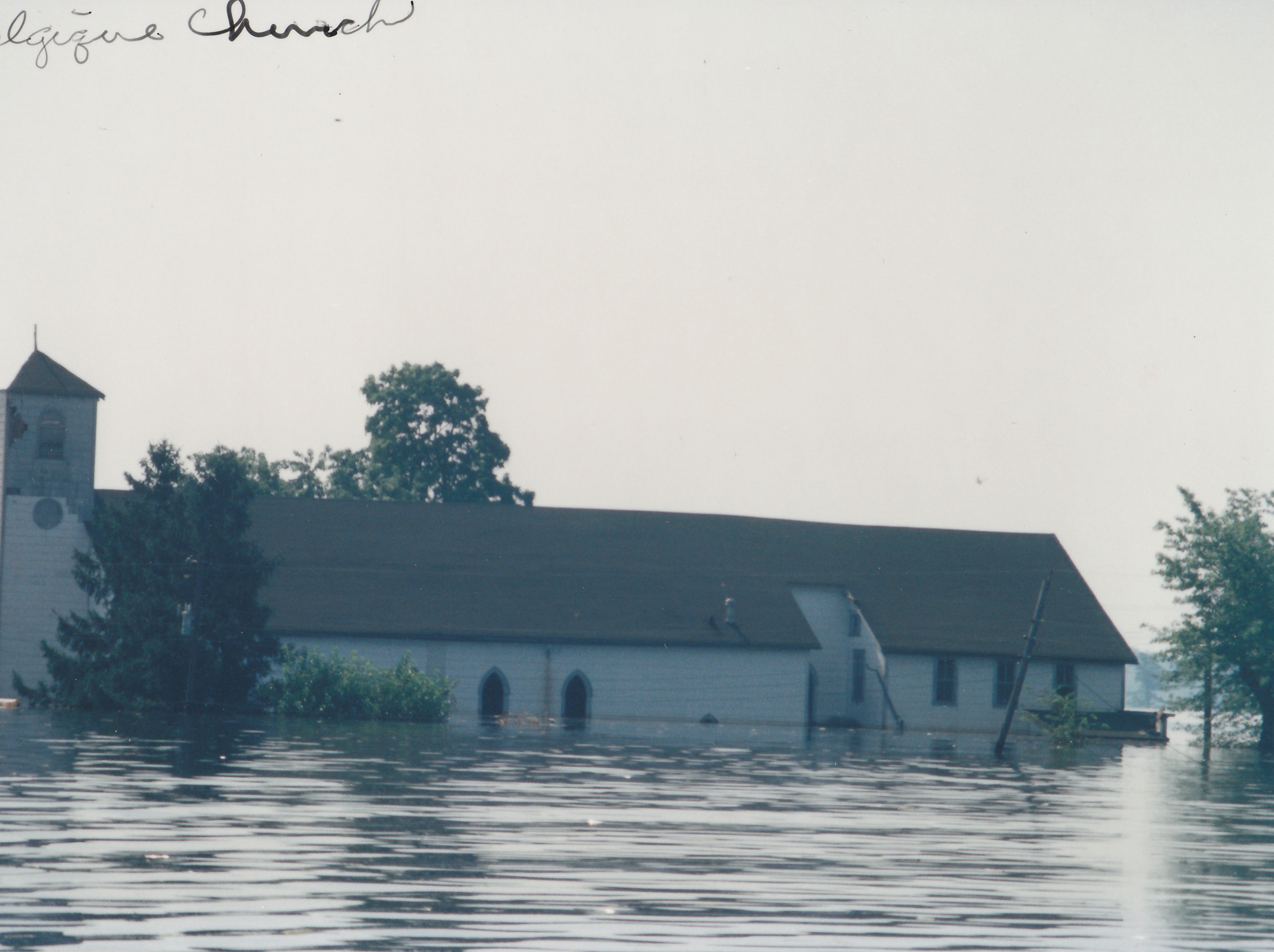